# Muzeum Maszyn Biurowych w Tychach
Muzeum Maszyn Biurowych "Typewriter". Jego właścicielem jest Jan Kałuża, z zawodu mechanik maszyn biurowych.
Na liczącą ponad 550 eksponatów kolekcję składają się: maszyny do pisania, maszyny do liczenia oraz maszyny do pisania alfabetem Braille’a oraz inne urządzenia biurowe (dziurkacze, zszywacze, datowniki). Najstarszy eksponat – maszyna do pisania amerykańskiej firmy Odell – pochodzi z 1882 roku.

## Kolekcja
- Maszyny do pisania – sztuk 326[1]
- Maszyny do liczenia – sztuk 34[2]
- Inne urządzenia biurowe - sztuk 10[3]

Wykres zgromadzonych eksponatów w procentach
| Wielkość zbiorów w % w 2021                                            | Wielkość zbiorów w % w 2021 | Wielkość zbiorów w % w 2021 | Wielkość zbiorów w % w 2021 | Wielkość zbiorów w % w 2021 |
| ---------------------------------------------------------------------- | --------------------------- | --------------------------- | --------------------------- | --------------------------- |
| sztuki – muzealia                                                      |                             | procenty                    |                             |                             |
| 0326 – maszyny do pisania                                              |                             | 88,1081081081               |                             |                             |
| 0034 – maszyny do liczenia                                             |                             | 9,1891891892                |                             |                             |
| 0010 – inne urządzenia biurowe                                         |                             | 2,7027027027                |                             |                             |
| Przy łącznym stanie 370 sztuk eksponatów na dzień 30 października 2021 |                             |                             |                             |                             |